# Фельден (Фільс)
Фе́льден (нім. Velden) — громада в Німеччині, знаходиться в землі Баварія. Підпорядковується адміністративному округу Нижня Баварія. Входить до складу району Ландсгут. Складова частина об'єднання громад Фельден.
Площа — 49,40 км2. Населення становить 6607 ос. (станом на 31 грудня 2020).

## Відомі особистості
В поселенні народився:
- Гізела Стюарт (* 1955) — британський політик.